# Estação Cidade Industrial
Cidade Industrial é uma estação da Linha 1 do Metrô de Belo Horizonte.
A estação fica localizada no limite entre os bairros Cidade Industrial, em Contagem, e, Camargos e Santa Maria, em Belo Horizonte. 

## Arredores
Itaú Power Shopping - 1 km
RHI Magnesita (Unidade Contagem) - 1 km